# Арутюнов, Валентин Осипович
Валенти́н О́сипович Арутю́нов  (1908—1976) — советский конструктор электроизмерительных приборов.

## Биография
Родился 10 (23 марта) 1908 года в городе Ашхабад.
В 1927 году окончил среднюю школу в Баку.
1927 год — поступил на физико-математический факультет МГУ имени М. В. Ломоносова.
В 1928 году обучался на электропромышленном факультете МИНХ имени Г. В. Плеханова.
В 1930 — 1931 годах заканчивает обучение на электромеханическом факультете ЛПИ.
С 1931 года по 1941 год работает инженером, затем заведующим лабораторией в ОЛИЗ.
В 1932 — 1941 годах занимался преподавательской деятельностью в ЛПИ, в частности на кафедре телеизмерений (1934—1941).
В 1937—1938 годах, наряду с другими специалистами ОЛИЗ участвует в подготовке специалистов строящегося Краснодарского ЗИП
В 1940 году присвоена учёная степень кандидата технических наук, тема диссертации: «Суммирование показаний измерительных приборов»
В 1940 году откомандирован на Краснодарский ЗИП для оказания практической помощи в освоении серийного производства.
В июне 1941 года вместе с коллективом ВИЭП (приёмник ОЛИЗ) эвакуируется из Ленинграда в Саранск, оттуда в феврале—марте 1942 года переведён в Омск.
В 1941—1944 годах начальник технического отдела, заместитель главного конструктора на Краснодарском заводе измерительных приборов.
В 1943—1944 годах доцент кафедры математики Омского машиностроительного института
В 1944—1946 годах начальник производства, главный инженер Государственного союзного завода № 531
В 1948—1953 годах доцент ЛПИ.
В 1949 году присвоена ученая степень доктора технических наук, тема диссертации «Основные вопросы общей теории и новый принцип осуществления логометров».
В 1953—1954 годах читал в Будапештском политехническом институте лекции по курсам: «Электрические измерения и приборы» и «Логометры» (изданы в качестве учебных пособий), организовал преподавание по специальности «Приборостроение и средства автоматики».
В 1954—1956 годах профессор ЛПИ.
В 1956—1975 годах директор ВНИИМ имени Д. И. Менделеева.
1958 году был одним из организаторов ИМЕКО.
В 1960 и 1964 годах принимает участие соответственно в XI и XII Генеральной конференции по мерам и весам.

## Достижения
Автор 12 изобретений.
Автор 10 монографий и учебников.
В. О. Арутюнов — инициатор создания и развития системы эталонов электрических и магнитных величин, основанных на фундаментальных физических константах, а также ряда других новых направлений в метрологии (физико-химические измерения, измерения параметров движения, параметров физических полей, гидродинамические измерения, определение и уточнение физических констант).
Активно способствовал развитию работ по созданию средств передачи размеров единиц от эталонов через образцовые средства измерений рабочим мерам.

## Награды и премии
- Сталинская премия третьей степени (1948) — за разработку конструкции и освоение в серийном производстве новых инерционных осциллографов
- медаль «За трудовое отличие» (1944) — за разработку военной электроаппаратуры;
- орден Ленина (1967) — за успехи в выполнении заданий семилетки;
- орден Октябрьской революции (1971) — за вклад в развитие метрологии и стандартизации[1].

## Список произведений
- Арутюнов В. О. Электрические и магнитные измерения. Общий курс : учеб. пособие для втузов./В. О. Арутюнов [и др.]. — Л. ; М. : ОНТИ. Гл. ред. энерг. лит., 1937. — 668 с.
- Теория, расчёт и конструирование электроизмерительных приборов / Пономарёв Н. Н., Арутюнов В. О., Дамский А. М., Селибер Б. А. и др.; под редакцией Н. Н. Пономарёва. — Л., 1943—648 с.
- Арутюнов В. О. Электроизмерительные приборы : устройство, монтаж и обслуживание / В. О. Арутюнов, В. П. Валицкий. — Л. ; М. : Госэнергоиздат, 1947. — 199 с. : ил.
- Арутюнов В. О. Расчет и конструкции электроизмерительных приборов : учеб. для электромех. техникумов / В. О. Арутюнов. — М. ; Л. : Госэнергоиздат, 1949. — 524 с. : ил.
- Атлас конструкций электроизмерительных приборов непосредственной оценки : учеб. пособие для вузов / В. О. Арутюнов [и др.]; под ред. В. О. Арутюнова. — М. ; Л. : Госэнергоиздат, 1956. — 235 с. : ил. — Библиогр.: с. 235.
- Арутюнов В. О. Электромеханические логометры / В. О. Арутюнов. — М. ; Л. : Госэнергоиздат, 1956. — 292 с. : ил. — Библиогр.: с. 291—292.
- Арутюнов В. О. Электрические измерительные приборы и измерения : учеб. пособие для вузов / В. О. Арутюнов. — М. ; Л. : Госэнергоиздат, 1958. — 631 с. : ил. — Библиогр.: с.628.